# Paul Roger-Bloche
Pour les articles homonymes, voir Roger et Bloche.
Paul Roger-Bloche, dit Roger-Bloche, né Roger Paul Bloch à Paris 2e le 31 mai 1865 et décès à Paris en 1943, est un sculpteur et médailleur français.

## Biographie
Fils du sculpteur Désiré Bloch et de Caroline Heimerdinger, il devient l'élève de Jules Cavelier et de Louis-Ernest Barrias, et demeure célèbre pour la statue de bronze Le Froid située dans la cour d'entrée du Musée du Luxembourg, à gauche du perron. Il obtient une médaille de 3e classe au Salon des artistes français de 1891.
Au Salon de Paris de 1911, il présente un Monument aux aviateurs morts, commandé par l’État, qui représente un aéroplane brisé au sol sur lequel git le corps d’un aviateur.
Officier dans l'armée, on lui doit aussi des médailles olympiques pour les Jeux d'hiver 1924 ainsi qu'une médaille en l'honneur du Maréchal Franchet d'Espèrey.

## Distinctions
Paul Roger-Bloche est nommé chevalier dans l'ordre national de la Légion d'honneur par décret du 31 octobre 1912. Il est décoré de la croix de guerre 1914-1918 avec étoile de bronze.